# Adrie van Kraaij
Adrianus ("Adrie") Ambrosius Cornelis van Kraaij (Eindhoven, 1 augustus 1953) is een voormalig Nederlands voetballer, die meestal als verdediger functioneerde. Hij werd in dienst van PSV drie keer Nederlands landskampioen en won in 1977/78 de UEFA Cup met de Eindhovense club. Van Kraaij kwam van 1975 tot en met 1979 zeventien keer uit voor het Nederlands voetbalelftal.

## Carrière
Van Kraaij stond bekend als een elegante verdediger, die het vooral van zijn techniek en tactisch inzicht moest hebben. Hij vermeed daarom bij voorkeur duels. Hij ging in 1971 van VV De Spechten naar PSV, waarvoor hij op 25 september 1971 zijn debuut maakte. Van Kraaij speelde 309 competitiewedstrijden voor de Eindhovense club en scoorde daarin vijfmaal. Daarnaast speelde hij 48 Europacup-wedstrijden voor PSV, zestien in de Europacup 1, acht in de Europacup II en 24 in de UEFA Cup. Daarin scoorde hij drie keer. Na elf seizoenen bij PSV vervolgde Van Kraaij zijn carrière bij Thor Waterschei, waarna hij nog speelde voor FC Basel en uiteindelijk zijn carrière afsloot bij NAC.
Van Kraay speelde van 1975 tot 1979 zeventien interlands voor het Nederlands elftal. Hij debuteerde op 30 april 1975 onder leiding van bondscoach George Knobel in een oefeninterland tegen België in Antwerpen, net als Frans Thijssen (FC Twente), Jan Everse (Feyenoord), Peter Arntz (Go Ahead Eagles), Johan Zuidema (FC Twente), Kees Kist (AZ'67) en Bobby Vosmaer (AZ'67). België won in het Bosuilstadion met 1-0 door een doelpunt in de 78ste minuut van Raoul Lambert. Van Kraay werd met Oranje derde op het EK 1976 en tweede op het WK 1978.
Van Kraaij keerde na zijn voetbalcarrière terug bij PSV als  scout. Hij volgde in mei 2008 Stan Valckx op als technisch manager van de club. Die functie stond hij op 1 juni 2010 zelf weer af aan Marcel Brands, waarna hij weer scout werd.

### Clubstatistieken
| Seizoen | Club            | Competitie     | wed. | goals |
| ------- | --------------- | -------------- | ---- | ----- |
| 1971/72 | PSV             | Eredivisie     | 20   | 0     |
| 1972/73 | PSV             | Eredivisie     | 34   | 0     |
| 1973/74 | PSV             | Eredivisie     | 29   | 0     |
| 1974/75 | PSV             | Eredivisie     | 33   | 1     |
| 1975/76 | PSV             | Eredivisie     | 34   | 1     |
| 1976/77 | PSV             | Eredivisie     | 32   | 0     |
| 1977/78 | PSV             | Eredivisie     | 31   | 2     |
| 1978/79 | PSV             | Eredivisie     | 30   | 1     |
| 1979/80 | PSV             | Eredivisie     | 23   | 0     |
| 1980/81 | PSV             | Eredivisie     | 18   | 0     |
| 1981/82 | PSV             | Eredivisie     | 25   | 0     |
| 1982/83 | Thor Waterschei | Eerste klasse  | 31   | 1     |
| 1983/84 | Thor Waterschei | Eerste klasse  | 26   | 0     |
| 1984/85 | FC Basel        | Nationalliga A | 17   | 0     |
| 1985/86 | NAC             | Eerste divisie | 16   | 0     |

### Interlandcarrière
Van Kraaij debuteerde op 30 april 1975 in het Nederlands voetbalelftal, tijdens een met 1–0 verloren oefeninterland in en tegen België. Hij maakte deel uit van de Nederlandse selecties op het Europees kampioenschap voetbal 1976 en het wereldkampioenschap voetbal 1978. Op het EK 1976 was hij basisspeler in wedstrijden tegen Tsjecho-Slowakije en Joegoslavië. Op het WK 1978 viel hij in tegen Oostenrijk en Italië.

## Erelijst
| UEFA Cup   | 1x | 1977/78                   |
| Eredivisie | 3x | 1974/75, 1975/76, 1977/78 |
| KNVB beker | 2x | 1973/74, 1975/76          |